# Skok na bank
Skok na bank – singel polskiej wokalistki Krystyny Prońko, który ukazał się w 1980. 
Wydawnictwo, w skład którego wchodził ten singiel, składało się z dwóch małych płyt. Na okładce napisano jedynie nazwisko wykonawczyni: Krystyna Prońko. Na stronie A drugiej płyty nagrana została piosenka „Skok na bank”, którą skomponował Jacek Mikuła do słów Małgorzaty Maliszewskiej. Na stronie B znalazła się wspólna kompozycja Krystyny Prońko i Wojciecha Olszewskiego „Kto dał nam deszcz”, do której słowa również napisała Małgorzata Maliszewska.
Pierwszy singiel tego wydawnictwa to: Opadają mi ręce / Nasza prywatna wyspa.
Winylowy, 7-calowy singel odtwarzany z prędkością 45 obr./min wyprodukowany został w 1980 (ten rok wytłoczony jest na obu płytach)  przez firmę Tonpress (S 398).

## Muzycy
- Krystyna Prońko – śpiew
- zespół muzyczny

## Lista utworów
Strona A
1. „Skok na bank” (muz. J. Mikuła, sł. M. Maliszewska) 2:55

Strona B
1. „Kto dał nam deszcz” (muz. K. Prońko, W. Olszewski, sł. M. Maliszewska) 4:15

## Informacje uzupełniające
- Projekt graficzny okładki – Wojciech Grzymała
- Zdjęcia – Andrzej Karczewski